# Saintines
Saintines és un municipi francès, situat al departament de l'Oise i a la regió dels Alts de França. L'any 2007 tenia 894 habitants.

## Demografia

### Població
El 2007 la població de fet de Saintines era de 894 persones. Hi havia 324 famílies de les quals 64 eren unipersonals (24 homes vivint sols i 40 dones vivint soles), 92 parelles sense fills, 164 parelles amb fills i 4 famílies monoparentals amb fills.
La població ha evolucionat segons el següent gràfic:
Habitants censats

### Habitatges
El 2007 hi havia 363 habitatges, 328 eren l'habitatge principal de la família, 16 eren segones residències i 19 estaven desocupats. 341 eren cases i 22 eren apartaments. Dels 328 habitatges principals, 269 estaven ocupats pels seus propietaris, 52 estaven llogats i ocupats pels llogaters i 7 estaven cedits a títol gratuït; 2 tenien una cambra, 9 en tenien dues, 76 en tenien tres, 96 en tenien quatre i 145 en tenien cinc o més. 257 habitatges disposaven pel capbaix d'una plaça de pàrquing. A 130 habitatges hi havia un automòbil i a 166 n'hi havia dos o més.

### Piràmide de població
La piràmide de població per edats i sexe el 2009 era:
| Homes | Edats   | Dones |
| ----- | ------- | ----- |
| 0     | 95 o +  | 0     |
| 0     | 90 a 94 | 0     |
| 0     | 85 a 89 | 8     |
| 0     | 80 a 84 | 20    |
| 0     | 75 a 79 | 4     |
| 20    | 70 a 74 | 12    |
| 12    | 65 a 69 | 32    |
| 20    | 60 a 64 | 12    |
| 20    | 55 a 59 | 8     |
| 36    | 50 a 54 | 24    |
| 32    | 45 a 49 | 44    |
| 28    | 40 a 44 | 28    |
| 56    | 35 a 39 | 32    |
| 24    | 30 a 34 | 28    |
| 28    | 25 a 29 | 32    |
| 16    | 20 a 24 | 20    |
| 40    | 15 a 19 | 20    |
| 24    | 10 a 14 | 12    |
| 40    | 5 a 9   | 16    |
| 40    | 0 a 4   | 40    |

## Economia
El 2007 la població en edat de treballar era de 577 persones, 430 eren actives i 147 eren inactives. De les 430 persones actives 399 estaven ocupades (227 homes i 172 dones) i 31 estaven aturades (19 homes i 12 dones). De les 147 persones inactives 58 estaven jubilades, 34 estaven estudiant i 55 estaven classificades com a «altres inactius».

### Ingressos
El 2009 a Saintines hi havia 336 unitats fiscals que integraven 919,5 persones, la mediana anual d'ingressos fiscals per persona era de 20.573 €.

### Activitats econòmiques
Dels 22 establiments que hi havia el 2007, 1 era d'una empresa extractiva, 1 d'una empresa de fabricació d'altres productes industrials, 8 d'empreses de construcció, 3 d'empreses de comerç i reparació d'automòbils, 2 d'empreses de transport, 1 d'una empresa d'hostatgeria i restauració, 5 d'empreses de serveis i 1 d'una empresa classificada com a «altres activitats de serveis».
Dels 7 establiments de servei als particulars que hi havia el 2009, 1 era una oficina de correu, 1 paleta, 1 guixaire pintor, 2 fusteries i 2 lampisteries.
L'únic establiment comercial que hi havia el 2009 era una carnisseria.
L'any 2000 a Saintines hi havia 4 explotacions agrícoles.

## Equipaments sanitaris i escolars
El 2009 hi havia una escola elemental.

## Poblacions més properes
El següent diagrama mostra les poblacions més properes.